# 黄色爪症候群
黄色爪症候群（おうしょくそうしょうこうぐん、英語: yellow nail syndrome）とは、成長遅延を伴う黄色爪、胸水、リンパ浮腫を3徴候とする疾患である。
リンパ系の異常が原因と考えられている。原因不明のこともあるが、腫瘍随伴症候群、膠原病、薬剤誘発性のものなどもみられる。

## 治療
確立された治療法は無い。対症療法が基本となる。クラリスロマイシンが効果を示したという報告や、ビタミンE、亜鉛、ステロイドが効果を示したという報告もある。